# Haspres
 Haspres  es una población y comuna francesa, en la región de Norte-Paso de Calais, departamento de Norte, en el distrito de Valenciennes y cantón de Buchain.

## Demografía
| 2962 | 2941 | 2889 | 2700 | 2715 | 2753 |
| Para los censos de 1962 a 1999 la población legal corresponde a la población sin duplicidades (Fuente: INSEE [Consultar]) |      |      |      |      |      |